# Crecente
Crecente – gmina w Hiszpanii, w prowincji Pontevedra, w Galicji, o powierzchni 57,46 km². W 2011 roku gmina liczyła 2367 mieszkańców.